# Elysia hedgpethi
Elysia hedgpethi är en snäckart som beskrevs av Er. Marcus 1961. Elysia hedgpethi ingår i släktet Elysia och familjen sammetssniglar. Inga underarter finns listade i Catalogue of Life.